# Битва за планету Терра
«Битва за планету Терра» (англ. Battle for Terra, первоначальное название — «Терра») — научно-фантастический анимационный фильм в жанре компьютерной анимации, основанный на короткометражном фильме с тем же названием о мирной планете, которая сталкивается с угрозой уничтожения со стороны прибывшей человеческой расы колонизаторов. Режиссёр фильма Аристоменис Тсирбас задумал его как полный напряжения и драматизма с фотореалистичной трёхмерной графикой. Тесное сотрудничество с производственным партнёром и инвестором Snoot Entertainment перенаправило проект в сторону более анимированного и ориентированного на более молодую аудиторию. Мультфильм освещает темы ксенофобии и сотрудничества, войны и мира. В озвучивании мультфильма принимали участие Брайан Кокс, Люк Уилсон, Аманда Пит, Деннис Куэйд, Джастин Лонг и другие.
Премьера мультфильма состоялась 8 сентября 2007 года на Международном кинофестивале в Торонто. В США в широкий показ фильм вышел 1 мая 2009 года. Первоначально фильм был снят в 2D, но с возможностью добавления второй камеры. После показа на фестивале создатели выразили интерес в найме небольшой команды, которая бы добавила в фильм перспективу и создала эффект трёхмерной анимации.
Мультфильм завоевал Гран-при за лучшую анимацию на Международном фестивале анимационных фильмов в Оттаве.

## Сюжет
Малу (Эван Рэйчел Вуд) и Шен (Джастин Лонг) — два жителя Терры, планеты, похожей на Землю, однако имеющей атмосферу, непригодную для дыхания землян. Миролюбивая планета Терра является пунктом прибытия космического корабля с остатками человеческой расы, которая исчерпала свои ресурсы, терраформировала и колонизировала Марс и Венеру, погрязла в войне, когда обе планеты захотели независимости, и уничтожила все три планеты.
Сначала «ковчег» закрыл солнце, вызвав обеспокоенность терранцев, но, поскольку они не могли использовать технологии, не одобренные старейшинами, никто не смог что-либо выяснить. Так было, пока Малу не собрала телескоп и не посмотрела на «ковчег» и прибывших разведчиков. Она прибывает в город слишком поздно: разведчики уже приступили к похищению терран, которые добровольно отдавались новым «богам». После похищения родного отца Малу, она подстрекает пришельцев преследовать себя на истребителе и обманом заводит его в природную аэродинамическую трубу. После этого она спасает жизнь пилота — лейтенанта Джима Стэнтона (Люк Уилсон) и строит воздухонепроницаемую оболочку, наполненную кислородом. Освоив английский язык, она разговаривает с Джимом и заключает с ним уговор: она помогает ему изготовить запчасть для истребителя, а он доставляет её на «ковчег» и помогает с поисками отца. Вместе они изготавливают стабилизатор, необходимый для полёта истребителя. Вернувшись на место крушения, они обнаруживают, что истребитель был перемещён.
Старейшины, сохранившие технологии с тёмных времён древней войны и ненависти терран, забрали истребитель с целью его изучения. После инфильтрации оболочки, ремонта истребителя и возвращения на «ковчег», Джим приказывает Малу остаться и ждать его. Малу сбегает и находит своего отца, встревожив землян своим присутствием. В попытке спасти Малу, её отец при помощи бластера делает брешь в корпусе ковчега и ценой убийства двух человек и собственной гибели освобождает дочь. Тем временем совет землян обсуждает будущие действия в отношении планеты и её жителей. Генерал Хеммер настаивает на силовом варианте. Однако его мнение расходится с мнением совета, который рассматривает возможность мирного сосуществования двух рас. Поняв, что совет не даст разрешения на военную операцию, генерал организует переворот и помещает членов совета под арест. Затем Хеммер шантажирует Джима, заставляя его сделать выбор между жизнью Малу и жизнью его брата. Джим делает выбор в пользу брата, но также решает помочь Малу с помощью Гидди. После того, как Джим приказывает Гидди (Дэвид Кросс) спасти Малу, он получает приказ начать установку Терраформера. Терраформер создаёт подходящую для дыхания атмосферу на «ковчеге» и вне его. Генерал Хеммер (Брайан Кокс) планирует запустить его, что позволит землянам свободно дышать, однако убьёт терран.
Далее происходит ожесточённая битва между землянами и терранами, в ходе которой Стэнтон и Малу оказываются лицом к лицу. Стэнтон принимает беспрецедентное и важное решение: пускает свой истребитель на таран Терраформера, одновременно обстреливая его ракетами. Терраформер взрывается вместе с генералом Хеммером.
Земляне формально проиграли битву, однако Верховный жрец терран говорит, что «Выход есть всегда». Фильм завершается кадрами огромного купола для землян, в центре которого строится статуя погибшего Джима Стэнтона.

## В ролях
| Актёр             | Роль             |
| ----------------- | ---------------- |
| Эван Рэйчел Вуд   | Малу             |
| Брайан Кокс       | генерал Хеммер   |
| Люк Уилсон        | Джим Стэнтон     |
| Дэвид Кросс       | Гидди            |
| Джастин Лонг      | Шен              |
| Аманда Пит        | Мария Монтез     |
| Деннис Куэйд      | Ровен            |
| Крис Эванс        | Стюарт Стэнтон   |
| Джеймс Гарнер     | Дорон            |
| Дэнни Гловер      | президент Чен    |
| Марк Хэмилл       | старейшина Орил  |
| Тиффани Бревард   | солистка         |
| Ванесса Йоханссон | Сора             |
| Фил Ламарр        | торговец тканями |

## Производство
На создание фильма было потрачено от 4 до 8 миллионов долларов. В разгар производства команда состояла примерно из 7 аниматоров и 7 программистов трёхмерной графики. Дополнял команду редактор, отвечающий за снабжение и производство. На полное производство фильма было затрачено полтора года, включая создание 3D стереоскопической версии. Традиционных отделов, занимавшихся анимацией, планированием, дизайном и освещением, не было, поскольку режиссёр Аристоменис Тсирбас также заведовал производственным дизайном, освещением, съёмкой и наблюдением за созданием спецэффектов. Он также создал большинство трёхмерных моделей и движущихся деталей. Для создания фильма с сотнями персонажей и множеством локаций при крайне низком бюджете, много времени и денег сэкономили более упрощённый дизайн персонажей, ограниченное использование волос, дизайн терран без ног, а также быстрое изменение анимационных планов.

## Маркетинг
Компания Roadside Attractions занималась маркетингом в Северной Америке и использовала свои связи с Lionsgate Films, чтобы поставить фильм в широкий прокат в США. «Битва за планету Терра» получила нехарактерно бедный маркетинг для широко представленного фильма. Реклама на телевидении состояла из небольшого числа роликов на Cartoon Network и нескольких клипов на выбранных каналах. Осведомлённость зрителей о фильме на момент его показа была вследствие этого слишком низкой. Подобная стратегия безуспешной рекламной кампании для широкого показа была предпринята только единожды — годом ранее для фильма «Дельго». Результаты для того фильма были удручающими: при бюджете в 40 миллионов долларов «Дельго» сборы составили всего 694 782 долларов в 2 160 кинотеатрах. Меньший по стоимости, фильм «Битва за планету Терра» (бюджет от 4 до 8 миллионов долларов) оказался однозначно лучшим, собрав более чем в 2 раза превышающую сумму ($1 647 083) на почти вполовину меньшем количестве экранов (1159). Показ фильма «Битва за планету Терра» стартовал в США 1 мая вместе с двумя другими релизами: «Люди Икс: Начало. Росомаха» (4099 экранов) и «Призраки бывших подружек» (3175).

### Реакция критиков
Фильм получил среднюю оценку от критиков. Основанный на 64 обзорах, собранных сайтом Rotten Tomatoes, фильм получил 47 %. Согласно другому сайту-агрегатору, Metacritic, который строит рейтинги, основываясь на мнении 100 уважаемых критиков, фильм получил среднюю оценку в 54 %, на основании 19 обзоров.

### Кассовые сборы
Фильм занял 12 место по сборам в США, собрав 1 082 064 долларов в 1159 кинотеатрах со средней прибылью в 934 доллара с кинотеатра. Кассовые сборы в мире начались 14 мая 2009 года в России и заняли 5 место с 332 634 долларов на 83 экранах. Это составило около 4008 долларов и заняло 2 место после «Ангелов и демонов» и обогнало фильмы «Звёздный путь» и «Люди Икс: Начало. Росомаха». Во вторую неделю показа фильм занял 5 место.

## Выпуск на видео
«Битва за планету Терра» была представлена на DVD и Blu-ray Disc в США 22 сентября 2009 года. В России на DVD 9 июня 2009 года, а на Blu-ray Disc 17 мая 2011 года.